# 国際畜犬連盟
国際畜犬連盟（こくさいちくけんれんめい、フランス語: Fédération Cynologique Internationale、略称：FCI）は、畜犬団体（ケネルクラブなど）の国際的な統括団体。本拠地はベルギーのトゥアン（Thuin）。
連盟の設立目的は、主に優れた健康状態や体力的機能、機能に応じた優秀な能力をもつ純粋種の畜犬及び推進、及びそのための情報交換などである。現在加盟国及び地域は80。全部で335種を数える犬種はそれぞれの国が担当しており、それぞれの担当国は種の定義を決めている。FCIはその翻訳と更新を担当。定義と国際基準は英語、フランス語、スペイン語、ドイツ語の4カ国語で発行される。審査はその基準に基づき行われる。

## 歴史
国際畜犬連盟（FCI）は、1911年にドイツ、オーストリア、ベルギー、フランス、オランダの5カ国で設立された。一度、第一次世界大戦で消滅した後、フランス及びベルギーの畜犬連盟が再度FCIを再開させた。
日本は加盟国のひとつであり、公益法人ジャパンケネルクラブ（JKC）の正式加盟は1979年（昭和54年）である。JKCは、FCIのアジア地区代表メンバーとなっており、すなわち日本がアジア地区における代表国となっている。

## イベント
FCIは加盟国で行われた品評会とコンテストの結果の報告を受け、各加盟国に連絡する。また、FCI自身が開催する世界選手権も、品評会、アジリティー・トライアル（障害競技）、オビーディエンス（服従競技）、視覚ハウンド競走、狩猟野外競技など、いくつかのカテゴリーで行われている。